# Calliaspis bohemani
Calliaspis bohemani es un coleóptero de la familia Chrysomelidae.
Fue descrita científicamente por primera vez en 1859 por Baly.